# Puskás Ferenc-díj (FIFA)
A Puskás Ferenc-díjat (angol nevén FIFA Puskás Award) 2009-ben alapította a Nemzetközi Labdarúgó-szövetség (FIFA) Puskás Ferenc emlékére. A díjat minden évben a legszebb gólt szerző játékos kapja.

## A díj odaítélése
A FIFA futballbizottsága összeállít egy tízes listát, amelyre a szurkolók szavazhatnak november utolsó két hetében a FIFA hivatalos honlapján. A gálára mind a tíz jelöltet meghívják, de csak a voksoláson győztes találatot hirdetik ki, a sorrendet nem. Nemcsak a gól szépsége fontos, hanem annak fontossága is, ezért a minimumkövetelmény, hogy legalább élvonalbeli bajnoki mérkőzésen kell esnie a találatnak. A díjat 2024-ig női labdarúgók is „megrúghatták,” mikor külön díjat hozott nekik létre a FIFA Marta-díj néven.

## A feltételek
- Különösen szép gól legyen (ebbe beletartozhat a távoli lövésből, kitűnő összjátékból vagy fej fölüli lövésből született gól).
- A gól fontossága (élvonalbeli bajnokság, felnőtt válogatottság, konföderációk által kiírt sorozat).
- A találat szándékosságának megkérdőjelezhetetlensége (nem a másik csapat hibájából született a gól).
- A gólszerző sportszerű magatartása az adott mérkőzésen (nem állították ki a játékost).
- A találat szerzője nem doppingolhatott (pályafutása során doppingtesztjei mindig negatívak voltak).
- Az előző év júliusa és a tárgyév júliusa között született gólok érvényesek.

## Jelöltek, nyertesek

### 2025
| Helyezés | Játékos           | Csapat                  | Ellenfél         | Eredmény | Versenykiírás                       | Szavazat% |
| -------- | ----------------- | ----------------------- | ---------------- | -------- | ----------------------------------- | --------- |
| 1.       | Cristiano Ronaldo | Manchester United       | Porto            | 1–0      | 2008–2009-es UEFA-bajnokok ligája   | 17,68%    |
| 2.       | Andrés Iniesta    | Barcelona               | Chelsea          | 1–1      | 2008–2009-es UEFA-bajnokok ligája   | 15,64%    |
| 3.       | Grafite           | Wolfsburg               | Bayern München   | 5–1      | 2008-2009-es Bundesliga             | 13,39%    |
| 4.       | Eliran Atar       | Bné Jehúdá              | Makkabi Netánjá  | 1–1      | 2008–09-es izraeli Premier League   | 13,36%    |
| 5.       | Fernando Torres   | Liverpool               | Blackburn Rovers | 4–0      | 2008–09-es Premier league           | 9,44%     |
| 6.       | Nilmar            | Internacional           | Corinthians      | 1–0      | 2009-es brazil országos bajnokság   | 8,71%     |
| 7.       | Michael Essien    | Chelsea                 | Barcelona        | 1–1      | 2008–09-es bajnokok Ligája          | 7,89%     |
| 8.       | Luis Ángel Landín | Cruz Azul               | Morelia          | 1–1      | 2009-es mexikói bajnokság, Clausura | 7,30%     |
| 9.       | Emmanuel Adebayor | Arsenal                 | Villarreal       | 1–1      | 2008–09-es Bajnokok Ligája          | 4,04%     |
| 10.      | Katlego Mphela    | Dél-afrikai Köztársaság | Spanyolország    | 3–2      | 2009-es konföderációs kupa          | 2,59%     |

### 2010
| Helyezés        | Játékos                  | Csapat                  | Ellenfél    | Eredmény | Versenykiírás                      | Szavazat% |
| --------------- | ------------------------ | ----------------------- | ----------- | -------- | ---------------------------------- | --------- |
| 1.              | Hamit Altıntop           | Törökország             | Kazahsztán  | 2–0      | 2012-es Európa-bajnoki selejtező   | 40,55%    |
| 2.              | Linus Hallenius          | Hammarby                | Syrianska   | 2–0      | 2010-es svéd bajnokság             | 13,23%    |
| 3.              | Matty Burrows            | Glentoran               | Portadown   | 1–0      | 2010–11-es ír bajnokság            | 10,61%    |
| Helyezés nélkül | Giovanni van Bronckhorst | Hollandia               | Uruguay     | 1–0      | 2010-es labdarúgó-világbajnokság   | N/A       |
| Helyezés nélkül | Lionel Messi             | Barcelona               | Valencia    | 3–0      | 2009–10-es spanyol bajnokság       | N/A       |
| Helyezés nélkül | Samir Nasri              | Arsenal                 | Porto       | 5–0      | 2009–10-es Bajnokok Ligája         | N/A       |
| Helyezés nélkül | Neymar                   | Santos                  | Santo André | 2–1      | 2010-es paulistai állami bajnokság | N/A       |
| Helyezés nélkül | Arjen Robben             | Bayern München          | Schalke 04  | 1–0      | 2009–10-es Német Kupa              | N/A       |
| Helyezés nélkül | Siphiwe Tshabalala       | Dél-afrikai Köztársaság | Mexikó      | 1–1      | 2010-es labdarúgó-világbajnokság   | N/A       |
| Helyezés nélkül | Kumi Yokoyama            | Japán                   | Észak-Korea | 2–1      | 2010-es U17-es női világbajnokság  | N/A       |

### 2011
| Helyezés        | Játékos             | Csapat             | Ellenfél         | Eredmény | Versenykiírás                     | Szavazat% |
| --------------- | ------------------- | ------------------ | ---------------- | -------- | --------------------------------- | --------- |
| 1.              | Neymar              | Santos             | Flamengo         | 4–5      | 2011-es országos brazil bajnokság | N/A       |
| 2.              | Lionel Messi        | Barcelona          | Arsenal          | 3–1      | 2010–11-es Bajnokok Ligája        | N/A       |
| 3.              | Wayne Rooney        | Manchester United  | Manchester City  | 2–1      | 2010–11-es angol bajnokság        | N/A       |
| Helyezés nélkül | Benjamin De Ceulaer | Lokeren            | Club Brugge      | 1–2      | 2011–12-es belga bajnokság        | N/A       |
| Helyezés nélkül | Giovani dos Santos  | Mexikó             | Egyesült Államok | 4–2      | 2011-es Arany-kupa                | N/A       |
| Helyezés nélkül | Julio Gómez         | Mexikó             | Németország      | 3–2      | 2011-es U17-es világbajnokság     | N/A       |
| Helyezés nélkül | Zlatan Ibrahimović  | Milan              | Lecce            | 1–1      | 2010–11-es olasz bajnokság        | N/A       |
| Helyezés nélkül | Lisandro López      | Arsenal de Sarandí | Olimpo           | 2–2      | 2011–12-es argentin bajnokság     | N/A       |
| Helyezés nélkül | Heather O'Reilly    | USA                | Kolumbia         | 3–0      | 2011-es női világbajnokság        | N/A       |
| Helyezés nélkül | Dejan Stanković     | Internazionale     | Schalke 04       | 2–5      | 2010–11-es Bajnokok Ligája        | N/A       |

### 2012
| Helyezés        | Játékos                | Csapat              | Ellenfél         | Eredmény | Versenykiírás                     | Szavazat% |
| --------------- | ---------------------- | ------------------- | ---------------- | -------- | --------------------------------- | --------- |
| 1.              | Miroslav Stoch         | Fenerbahçe          | Gençlerbirliği   | 6–1      | 2011–12-es török bajnokság        | 78%       |
| 2.              | Radamel Falcao         | Atlético de Madrid  | América de Cali  | 2–1      | Felkészülési mérkőzés             | 15%       |
| 3.              | Neymar                 | Santos              | Internacional    | 3–1      | 2012-es Libertadores kupa         | 7%        |
| Helyezés nélkül | Emmanuel Agyemang-Badu | Ghána               | Guinea           | 1–1      | 2012-es afrikai nemzetek kupája   | N/A       |
| Helyezés nélkül | Hatem Ben Arfa         | Newcastle United    | Blackburn Rovers | 2–1      | 2011–12-es FA-kupa                | N/A       |
| Helyezés nélkül | Eric Hassli            | Vancouver Whitecaps | Toronto FC       | 1–1      | 2012-es kanadai bajnokság         | N/A       |
| Helyezés nélkül | Olivia Jiménez         | Mexikó              | Svájc            | 2–0      | 2012-es U20-as női világbajnokság | N/A       |
| Helyezés nélkül | Gastón Mealla          | Nacional Potosí     | The Strongest    | 2–2      | 2011–12-es bolíviai bajnokság     | N/A       |
| Helyezés nélkül | Lionel Messi           | Argentína           | Brazília         | 4–3      | Felkészülési mérkőzés             | N/A       |
| Helyezés nélkül | Moussa Sow             | Fenerbahçe          | Galatasaray      | 2–2      | 2011–12-es török bajnokság        | N/A       |

### 2013
A lista a 2013-as díj jelöltjeit tartalmazza. A szavazás a FIFA.com weboldalán 2013. december 9-ig tartott, ezt követően az első három helyezettre újra lehetett szavazni. A szavazásnak 2014. január 13-án lett vége, a díjátadásra ezt követően került sor.
| Helyezés        | Játékos             | Csapat     | Ellenfél        | Eredmény | Versenykiírás                 | Szavazat% |
| --------------- | ------------------- | ---------- | --------------- | -------- | ----------------------------- | --------- |
| 1.              | Zlatan Ibrahimović  | Svédország | Anglia          | 4–2      | Felkészülési mérkőzés         | 48,7%     |
| 2.              | Nemanja Matić       | Benfica    | Porto           | 2–2      | 2012–13-as portugál bajnokság | 30,8%     |
| 3.              | Neymar              | Brazília   | Japán           | 3–0      | 2013-as konföderációs kupa    | 20,5%     |
| Helyezés nélkül | Peter Ankersen      | Esbjerg    | Aarhus          | 5–1      | 2013–14-es dán bajnokság      | N/A       |
| Helyezés nélkül | Louisa Cadamuro     | Lyon       | Saint-Étienne   | 5–0      | 2012–13-as francia bajnokság  | N/A       |
| Helyezés nélkül | Lisa De Vanna       | Sky Blue   | Boston Breakers | 5–1      | 2013-as amerikai bajnokság    | N/A       |
| Helyezés nélkül | Antonio Di Natale   | Udinese    | Chievo          | 3–1      | 2012–13-as olasz bajnokság    | N/A       |
| Helyezés nélkül | Panajótisz Koné     | Bologna    | Napoli          | 2–3      | 2012–13-as olasz bajnokság    | N/A       |
| Helyezés nélkül | Daniel Ludueña      | Pachuca    | UANL            | 2–1      | 2013–14-es Liga MX Apertura   | N/A       |
| Helyezés nélkül | Juan Manuel Olivera | Náutico    | Sport Recife    | 2–0      | 2013-as Copa Sudamericana     | N/A       |

### 2014
A jelölteket 2014. november 12-én jelentették be.
| Helyezés        | Játékos            | Csapat              | Ellenfél          | Eredmény | Versenykiírás                    | Szavazat% |
| --------------- | ------------------ | ------------------- | ----------------- | -------- | -------------------------------- | --------- |
| 1.              | James Rodríguez    | Kolumbia            | Uruguay           | 2–0      | 2014-es labdarúgó-világbajnokság | 42%       |
| 2.              | Stephanie Roche    | Peamount United     | Wexford Youths    | 2–0      | 2013–14-es ír bajnokság          | 33%       |
| 3.              | Robin van Persie   | Hollandia           | Spanyolország     | 5–1      | 2014-es labdarúgó-világbajnokság | 11%       |
| Helyezés nélkül | Tim Cahill         | Ausztrália          | Hollandia         | 2–3      | 2014-es labdarúgó-világbajnokság | N/A       |
| Helyezés nélkül | Diego Costa        | Atlético Madrid     | Getafe            | 7–0      | 2013–14-es spanyol bajnokság     | N/A       |
| Helyezés nélkül | Marco Fabián       | Cruz Azul           | Puebla            | 1–0      | Liga MX clausura 2014            | N/A       |
| Helyezés nélkül | Zlatan Ibrahimović | Paris Saint-Germain | Bastia            | 4–0      | 2013–14-es francia bajnokság     | N/A       |
| Helyezés nélkül | Pajtim Kasami      | Fulham              | Crystal Palace    | 4–1      | 2013–14-es angol bajnokság       | N/A       |
| Helyezés nélkül | Camilo Sanvezzo    | Vancouver Whitecaps | Portland Timbers  | 2–2      | 2013-as észak-amerikai bajnokság | N/A       |
| Helyezés nélkül | Hisato Satō        | Sanfrecce Hiroshima | Kawasaki Frontale | 2–1      | 2014-es japán bajnokság          | N/A       |

### 2015
A FIFA 2015. november 23-án jelentette be a 10 jelölt listáját.
| Helyezés        | Játékos             | Csapat         | Ellenfél            | Eredmény | Versenykiírás                             | Szavazat% |
| --------------- | ------------------- | -------------- | ------------------- | -------- | ----------------------------------------- | --------- |
| 1.              | Wendell Lira        | Goianésia      | Atlético Goianiense | 2–1      | 2015-ös goianói állami bajnokság          | 46,7%     |
| 2.              | Lionel Messi        | Barcelona      | Athletic Bilbao     | 3–1      | 2014–15-ös Spanyol Kupa                   | 33,3%     |
| 3.              | Alessandro Florenzi | Roma           | Barcelona           | 1–1      | 2015–16-os Bajnokok Ligája                | 7,1%      |
| Helyezés nélkül | David Ball          | Fleetwood Town | Preston North End   | 2–2      | 2014–15-ös angol harmadosztályú bajnokság | N/A       |
| Helyezés nélkül | Chory Castro        | Real Sociedad  | Deportivo La Coruña | 1–1      | 2014–15-ös spanyol bajnokság              | N/A       |
| Helyezés nélkül | Carli Lloyd         | USA            | Japán               | 5–2      | 2015-ös női világbajnokság                | N/A       |
| Helyezés nélkül | Philippe Mexès      | Milan          | Internazionale      | 1–0      | 2015-ös Nemzetközi Bajnokok Tornája       | N/A       |
| Helyezés nélkül | Marcel Ndjeng       | Paderborn      | Bolton Wanderers    | 4–1      | Felkészülési mérkőzés                     | N/A       |
| Helyezés nélkül | Esteban Ramírez     | Herediano      | Deportivo Saprissa  | 3–2      | 2014–15-ös Costa Rica-i bajnokság         | N/A       |
| Helyezés nélkül | Carlos Tévez        | Juventus       | Parma               | 7–0      | 2014–15-ös olasz bajnokság                | N/A       |

### 2016
A jelölteket 2016. november 21-én jelentette be a FIFA.
| Helyezés        | Játékos            | Csapat                  | Ellenfél         | Eredmény | Versenykiírás                             | Szavazat% |
| --------------- | ------------------ | ----------------------- | ---------------- | -------- | ----------------------------------------- | --------- |
| 1.              | Mohd Faiz Subri    | Penang                  | Pahang           | 4–1      | 2016-os malajziai bajnokság               | 59,46%    |
| 2.              | Marlone            | Corinthians             | Cobresal         | 3–0      | 2016-os Copa Libertadores                 | 22,86%    |
| 3.              | Daniuska Rodríguez | Venezuela               | Paraguay         | 1–0      | 2016-os U17-es női dél-amerikai bajnokság | 10,01%    |
| Helyezés nélkül | Mario Gaspar       | Spanyolország           | Anglia           | 1–0      | Felkészülési mérkőzés                     | N/A       |
| Helyezés nélkül | Hlompho Kekana     | Dél-afrikai Köztársaság | Kamerun          | 2–1      | 2017-es afrikai nemzetek kupája selejtező | N/A       |
| Helyezés nélkül | Lionel Messi       | Argentína               | Egyesült Államok | 2–0      | 2016-os Copa América                      | N/A       |
| Helyezés nélkül | Neymar             | Barcelona               | Villarreal       | 3–0      | 2015–16-os spanyol bajnokság              | N/A       |
| Helyezés nélkül | Hal Robson-Kanu    | Wales                   | Belgium          | 2–1      | 2016-os Európa-bajnokság                  | N/A       |
| Helyezés nélkül | Saúl Ñíguez        | Atlético Madrid         | Bayern Munich    | 1–0      | 2015–16-os Bajnokok Ligája                | N/A       |
| Helyezés nélkül | Simon Skrabb       | Åtvidabergs             | Gefle            | 1–0      | 2015-ös svéd bajnokság                    | N/A       |

### 2017
A FIFA 2017. szeptember 22-én jelentette be a 10 jelöltet.
| Helyezés        | Játékos              | Csapat                    | Ellenfél              | Eredmény | Versenykiírás                        | Szavazat% |
| --------------- | -------------------- | ------------------------- | --------------------- | -------- | ------------------------------------ | --------- |
| 1.              | Olivier Giroud       | Arsenal                   | Crystal Palace        | 1–0      | 2016–17-es angol bajnokság           | 36,17%    |
| 2.              | Oscarine Masuluke    | Baroka                    | Orlando Pirates       | 1–1      | 2016–17-es dél-afrikai bajnokság     | 27,48%    |
| 3.              | Deyna Castellanos    | Venezuela                 | Kamerun               | 2–1      | 2016-os U17-es női világbajnokság    | 20,47%    |
| Helyezés nélkül | Kevin-Prince Boateng | Las Palmas                | Villarreal            | 1–0      | 2016–17 La Liga                      | N/A       |
| Helyezés nélkül | Alejandro Camargo    | Universidad de Concepción | O'Higgins             | 3–1      | 2016–17-es chilei bajnokság Apertura | N/A       |
| Helyezés nélkül | Moussa Dembélé       | Celtic                    | St Johnstone          | 5–2      | 2016–17-es skót bajnokság            | N/A       |
| Helyezés nélkül | Avilés Hurtado       | Tijuana                   | Atlas                 | 1–1      | Liga MX Clausura 2017                | N/A       |
| Helyezés nélkül | Mario Mandžukić      | Juventus                  | Real Madrid           | 1–1      | 2016–17-es Bajnokok Ligája           | N/A       |
| Helyezés nélkül | Nemanja Matić        | Chelsea                   | Tottenham Hotspur     | 4–2      | 2016–17-es angol labdarúgókupa       | N/A       |
| Helyezés nélkül | Jordi Mboula         | Barcelona Juvenil         | Borussia Dortmund ifi | 4–1      | 2016–17-es UEFA Ifjúsági Liga        | N/A       |

### 2018
A FIFA 2018. szeptember 3-án tette közzé a jelöltek listáját.
| Helyezés        | Játékos                    | Csapat         | Ellenfél        | Eredmény | Versenykiírás                     | Szavazat% |
| --------------- | -------------------------- | -------------- | --------------- | -------- | --------------------------------- | --------- |
| 1.              | Mohamed Szaláh             | Liverpool      | Everton         | 1–0      | 2017–18-as Premier League         | 38%       |
| 2.              | Cristiano Ronaldo          | Real Madrid    | Juventus        | 2–0      | 2017–18-as Bajnokok Ligája        | 22%       |
| 3.              | Giorgian De Arrascaeta     | Cruzeiro       | América Mineiro | 1–0      | 2018-as mineirói állami bajnokság | 17%       |
| Helyezés nélkül | Gareth Bale                | Real Madrid    | Liverpool       | 2–1      | 2017–18-as Bajnokok Ligája        | 23%       |
| Helyezés nélkül | Gyenyisz Cserisev          | Oroszország    | Horvátország    | 1–0      | 2018-as világbajnokság            | 23%       |
| Helyezés nélkül | Lázarosz Hrisztodulópulosz | AÉK            | Olimbiakósz     | 2–2      | 2017–18-as görög bajnokság        | 23%       |
| Helyezés nélkül | Riley McGree               | Newcastle Jets | Melbourne City  | 1–1      | 2017–18-as ausztrál bajnokság     | 23%       |
| Helyezés nélkül | Lionel Messi               | Argentína      | Nigéria         | 1–0      | 2018-as világbajnokság            | 23%       |
| Helyezés nélkül | Benjamin Pavard            | Franciaország  | Argentína       | 2–2      | 2018-as világbajnokság            | 23%       |
| Helyezés nélkül | Ricardo Quaresma           | Portugália     | Irán            | 1–0      | 2018-as világbajnokság            | 23%       |

### 2019
A FIFA 2019. augusztus 19-én tette közzé a jelöltek listáját.
| Helyezés        | Játékos                | Csapat              | Ellenfél           | Eredmény | Versenykiírás                        | Szavazat% |
| --------------- | ---------------------- | ------------------- | ------------------ | -------- | ------------------------------------ | --------- |
| 1.              | Zsóri Dániel           | DVSC                | Ferencváros        | 2–1      | 2018–19-es magyar bajnokság          | N/A       |
| 2.              | Lionel Messi           | Barcelona           | Real Betis         | 4–1      | 2018–19-es spanyol bajnokság         | N/A       |
| 3.              | Juan Fernando Quintero | River Plate         | Racing             | 1–0      | 2018–19-es argentin bajnokság        | N/A       |
| Helyezés nélkül | Matheus Cunha          | RB Leipzig          | Bayer Leverkusen   | 4–2      | 2018–19-es német bajnokság           | N/A       |
| Helyezés nélkül | Zlatan Ibrahimović     | Los Angeles Galaxy  | Toronto FC         | 1–3      | 2018-as észak-amerikai bajnokság     | N/A       |
| Helyezés nélkül | Ajara Nchout           | Kamerun             | Új-Zéland          | 2–1      | 2019-es női világbajnokság           | N/A       |
| Helyezés nélkül | Fabio Quagliarella     | Sampdoria           | Napoli             | 3–0      | 2018–19-es olasz bajnokság           | N/A       |
| Helyezés nélkül | Amy Rodriguez          | Utah Royals FC      | Sky Blue FC        | 1–0      | 2019-es észak-amerikai női bajnokság | N/A       |
| Helyezés nélkül | Billie Simpson         | Cliftonville Ladies | Sion Swifts Ladies | 1–2      | 2019-es női ír bajnokság             | N/A       |
| Helyezés nélkül | Andros Townsend        | Crystal Palace      | Manchester City    | 2–1      | 2018–19-es angol bajnokság           | N/A       |

### 2020
A FIFA 2020. november 25-én tette közzé a jelöltek listáját. A győztest 2020. december 17-én hirdették ki.
| Helyezés        | Játékos                | Csapat            | Ellenfél             | Eredmény | Versenykiírás                           | Pontok |
| --------------- | ---------------------- | ----------------- | -------------------- | -------- | --------------------------------------- | ------ |
| 1.              | Szon Hungmin           | Tottenham Hotspur | Burnley              | 5–0      | 2019–20-as angol bajnokság              | 24     |
| 2.              | Giorgian De Arrascaeta | Flamengo          | Ceará                | 3–0      | 2019-es brazil országos bajnokság       | 22     |
| 3.              | Luis Suárez            | Barcelona         | Mallorca             | 4–1      | 2019–20-as spanyol bajnokság            | 20     |
| Helyezés nélkül | Shirley Cruz           | Costa Rica        | Panama               | 3–1      | 2020-as női CONCACAF olimpiai selejtezó | N/A    |
| Helyezés nélkül | Jordan Flores          | Dundalk           | Shamrock Rovers      | 1–1      | 2020-as ír bajnokság                    | N/A    |
| Helyezés nélkül | André-Pierre Gignac    | UANL              | UNAM                 | 3–0      | 2019–20-as mexikói bajnokság, Clausura  | N/A    |
| Helyezés nélkül | Sophie Ingle           | Chelsea           | Arsenal              | 3–0      | 2019–20-as női angol bajnokság          | N/A    |
| Helyezés nélkül | Zlatko Junuzović       | Red Bull Salzburg | Rapid Wien           | 6–1      | 2019–20-as osztrák bajnokság            | N/A    |
| Helyezés nélkül | Hlompho Kekana         | Mamelodi Sundowns | Cape Town City       | 1–0      | 2019–20-as dél-afrikai bajnokság        | N/A    |
| Helyezés nélkül | Leonel Quiñónez        | Macará            | Universidad Católica | 1–0      | 2019-es ecuadori bajnokság              | N/A    |
| Helyezés nélkül | Caroline Weir          | Manchester City   | Manchester United    | 1–0      | 2019–20-as női angol bajnokság          | N/A    |

### 2021
A FIFA 2021. november 29-én tette közzé a jelöltek listáját. A győztest 2022. január 17-én hirdették ki.
| Helyezés        | Játékos            | Csapat                   | Ellenfél                     | Eredmény | Versenykiírás                                         | Pontok |
| --------------- | ------------------ | ------------------------ | ---------------------------- | -------- | ----------------------------------------------------- | ------ |
| 1.              | Erik Lamela        | Tottenham Hotspur        | Arsenal                      | 1–0      | 2020–21-es angol bajnokság                            | 22     |
| 2.              | Mehdi Táremi       | Porto                    | Chelsea                      | 1–0      | 2020–21-es UEFA-bajnokok ligája                       | 21     |
| 3.              | Patrick Schick     | Csehország               | Skócia                       | 2–0      | 2020-as labdarúgó-Európa-bajnokság                    | 21     |
| Helyezés nélkül | Luis Díaz          | Kolumbia                 | Brazília                     | 1–0      | 2021-es Copa América                                  | N/A    |
| Helyezés nélkül | Gauthier Hein      | Auxerre                  | Niort                        | 3–0      | 2020–21-es francia labdarúgó-bajnokság (másodosztály) | N/A    |
| Helyezés nélkül | Valentino Lazaro   | Borussia Mönchengladbach | Bayer Leverkusen             | 3–4      | 2020–21-es német bajnokság                            | N/A    |
| Helyezés nélkül | Riyad Mahrez       | Algéria                  | Zimbabwe                     | 2–0      | 2021-es afrikai nemzetek kupája (selejtező)           | N/A    |
| Helyezés nélkül | Sandra Owusu-Ansha | Supreme Ladies           | Kumasi Sports Academy Ladies | 1–1      | 2020-21-es ghánai női labdarúgó-bajnokság             | N/A    |
| Helyezés nélkül | Vangelis Pavlidis  | Willem II                | Fortuna Sittard              | 1–0      | 2020-21-es holland bajnokság                          | N/A    |
| Helyezés nélkül | Daniela Sánchez    | Querétaro                | Atlético San Luis            | 3–2      | 2020-21-es mexikói női labdarúgó-bajnokság            | N/A    |
| Helyezés nélkül | Caroline Weir      | Manchester City          | Manchester United            | 3–0      | 2020-21-es angol női labdarúgó-bajnokság              | N/A    |

### 2022
A FIFA 2023. január 12-én tette közzé a jelöltek listáját. A győztest 2023. február 27-én hirdették ki.
| Helyezés        | Játékos                    | Csapat          | Ellenfél        | Eredmény | Versenykiírás                              | Pontok |
| --------------- | -------------------------- | --------------- | --------------- | -------- | ------------------------------------------ | ------ |
| 1.              | Marcin Olesky              | Warta Poznań    | Stal Rzeszów    | 1–0      | 2022-es lengyel amputált lábúak bajnoksága | 21     |
| 2.              | Dimitri Payet              | Marseille       | PAOK            | 2–0      | 2021–22-es Európa Konferencia Liga         | 20     |
| 3.              | Richarlison                | Brazília        | Szerbia         | 2–0      | 2022-es labdarúgó-világbajnokság           | 17     |
| Helyezés nélkül | Mario Balotelli            | Adana Demirspor | Göztepe         | 7–0      | 2021–22-es török bajnokság                 | N/A    |
| Helyezés nélkül | Francisco González Metilli | Central Córdoba | Rosario Central | 1–0      | 2021–22-es argentín bajnokság              | N/A    |
| Helyezés nélkül | Amandine Henry             | Lyon            | Barcelona       | 1–0      | 2021–22-es UEFA női Bajnokok Ligája        | N/A    |
| Helyezés nélkül | Theo Hernández             | AC Milan        | Atalanta        | 2–0      | 2021–22-es olasz bajnokság                 | N/A    |
| Helyezés nélkül | Alou Kuol                  | Ausztrália      | Irak            | 1–0      | 2022-es U23-as Ázsia-bajnokság             | N/A    |
| Helyezés nélkül | Kylian Mbappé              | Franciaország   | Argentína       | 2–2      | 2022-es labdarúgó-világbajnokság (döntő)   | N/A    |
| Helyezés nélkül | Salma Paralluelo           | Villareal       | Barcelona       | 1–0      | 2021–22-es spanyol női labdarúgó-bajnokság | N/A    |
| Helyezés nélkül | Alessia Russo              | Anglia          | Svédország      | 4–0      | 2022-es női labdarúgó-Európa-bajnokság     | N/A    |

### 2023
A FIFA 2023. szeptember 22-én jelentett be a jelölteket.
| Helyezés        | Játékos           | Csapat                 | Ellenfél               | Eredmény | Versenykiírás                     | Pontok |
| --------------- | ----------------- | ---------------------- | ---------------------- | -------- | --------------------------------- | ------ |
| 1.              | Guilherme Madruga | Botafogo-SP            | Novorizontino          | 1–0      | 2023-as brazil másodosztály       | 22     |
| 2.              | Nuno Santos       | Sporting CP            | Boavista               | 1–0      | 2022–2023-as portugál bajnokság   | 18     |
| 3.              | Julio Enciso      | Brighton & Hove Albion | Manchester City        | 1–1      | 2022–2023-as angol bajnokság      | 17     |
| Helyezés nélkül | Álvaro Barreal    | FC Cincinnati          | Pittsburgh Riverhounds | 2–0      | 2023-as US Open kupa              | N/A    |
| Helyezés nélkül | Linda Caicedo     | Kolumbia               | Németország            | 1–0      | 2023-as női világbajnokság        | N/A    |
| Helyezés nélkül | Gank Szonkdzsin   | Dél-Korea              | Jordánia               | 2–0      | 2023-as U-20-as Ázsia-kupa        | N/A    |
| Helyezés nélkül | Sam Kerr          | Ausztrália             | Anglia                 | 1–1      | 2023-as női világbajnokság        | N/A    |
| Helyezés nélkül | Brian Lozano      | Atlas                  | América                | 2–2      | 2023-as mexikói bajnokság         | N/A    |
| Helyezés nélkül | Iván Morante      | Ibiza                  | Burgos                 | 1–0      | 2022–2023-as spanyol másodosztály | N/A    |
| Helyezés nélkül | Aszhat Tagibergen | Kazahsztán             | Dánia                  | 2–2      | 2024-es Európa-bajnoki selejtező  | N/A    |
| Helyezés nélkül | Bia Zaneratto     | Brazília               | Panama                 | 3–0      | 2023-as női világbajnokság        | N/A    |

### 2024
A FIFA 2024. november 28-án jelentett be a jelölteket.
Ettől az évtől kezdve a FIFA külön adott díjat a nőknek, amely Marta-díj néven volt ismert.
| Helyezés        | Játékos            | Csapat            | Ellenfél                 | Eredmény | Versenykiírás                   | Pontok |
| --------------- | ------------------ | ----------------- | ------------------------ | -------- | ------------------------------- | ------ |
| 1.              | Alejandro Garnacho | Manchester United | Everton                  | 1–0      | 2023–2024-es angol bajnokság    | 26     |
| 2.              | Jászín Benzía      | Algéria           | Dél-afrikai Köztársaság  | 3–3      | 2024-es FIFA Series             | 22     |
| 3.              | Denis Omedi        | Kitara            | KCCA                     | 3–3      | 2024-es Super 8                 | 16     |
| Helyezés nélkül | Mohammed Kudus     | West Ham United   | SC Freiburg              | 4–0      | 2023–2024-es Európa-liga        | 13     |
| Helyezés nélkül | Walter Bou         | Lanús             | Tigre                    | 3–2      | 2024-es argentín bajnokság      | 13     |
| Helyezés nélkül | Federico Dimarco   | Internazionale    | Frosinone                | 1–0      | 2023–2024-es olasz bajnokság    | 12     |
| Helyezés nélkül | Jaden Philogene    | Hull City         | Rotherham United         | 1–1      | 2023–2024-es angol másodosztály | 12     |
| Helyezés nélkül | Terry Antonis      | Melbourne City    | Western Sydney Wanderers | 7–0      | 2023–2024-es ausztrál bajnokság | 8      |
| Helyezés nélkül | Michaell Chirinos  | Honduras          | Costa Rica               | 1–0      | 2024-es Copa América-selejtező  | 7      |
| Helyezés nélkül | Haszan el-Hajdúsz  | Katar             | Kína                     | 1–0      | 2023-as Ázsia-kupa              | 7      |
| Helyezés nélkül | Paul Onuachu       | Trabzonspor       | Konyaspor                | 2–1      | 2023–2024-es török bajnokság    | 4      |

## Elnyert díjak nemzetiség szerint
| Ország        | Győzelmek száma | Év(ek)           |
| ------------- | --------------- | ---------------- |
| Brazília      | 3               | 2011, 2015, 2023 |
| Argentína     | 2               | 2021, 2024       |
| Portugália    | 1               | 2009             |
| Törökország   | 1               | 2010             |
| Szlovákia     | 1               | 2012             |
| Svédország    | 1               | 2013             |
| Kolumbia      | 1               | 2014             |
| Malajzia      | 1               | 2016             |
| Franciaország | 1               | 2017             |
| Egyiptom      | 1               | 2018             |
| Magyarország  | 1               | 2019             |
| Dél-Korea     | 1               | 2020             |
| Lengyelország | 1               | 2022             |

## A díjra legtöbbször jelölt játékosok
| Játékos                | Jelölések száma |
| ---------------------- | --------------- |
| Lionel Messi           | 7               |
| Neymar                 | 5               |
| Zlatan Ibrahimović     | 4               |
| Nemanja Matić          | 2               |
| Cristiano Ronaldo      | 2               |
| Giorgian de Arrascaeta | 2               |
| Hlompho Kekana         | 2               |
| Caroline Weir          | 2               |